# Sigfred Taubert
Sigfred Taubert (* 8. September 1914 in Stavanger, Norwegen; † 10. Januar 2008) war ein deutscher Manager. Er leitete von 1958 bis 1973 die Frankfurter Buchmesse.

## Biographie
Nach einer buchhändlerischen Ausbildung war Taubert ab Beginn der 1950er Jahre im Börsenverein des Deutschen Buchhandels für Pressearbeit zuständig und als Pressesprecher der Frankfurter Buchmesse tätig.
1958 wurde er Leiter des Büros für die Frankfurter Buchmesse unter dem Verlegerausschuss des Börsenvereins. 1964 wurde Taubert Geschäftsführer der Ausstellungs- und Messe GmbH des Börsenvereins und damit offiziell zum „Direktor“ der Buchmesse.
In seiner Amtszeit erhöhte sich die Zahl der Aussteller deutlich von rund 700 auf 4.500, außerdem erhielt die Messe eine internationalere Ausrichtung.